# Kaufhaus Tietz (Weimar)

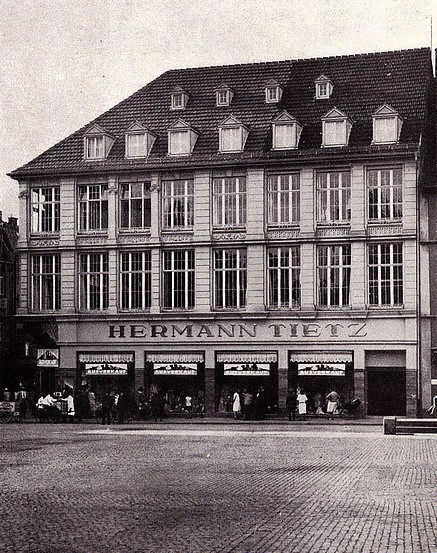
Kaufhaus Hermann Tietz in Weimar um 1906

Das Kaufhaus Hermann Tietz war ein Warenhaus in Weimar an der Nordseite des Marktes hin zur Kaufstraße.

## Geschichte
Die Firma Hermann Tietz hatte 1882 in Gera ihr erstes Geschäft eröffnet. Dem folgten in anderen Städten weitere. So konnte Tietz 1887 in Weimar in der Kaufstraße 6 eine Filiale einrichten. Dieses und Haus und das Haus Kaufstraße 4 mussten dem Erweiterungsbau weichen. Tietz hatte sich auch am Markt 1905 ein modernes Warenhaus errichten lassen, an das anstelle der niedergelegten Gebäude von der Seite der Marktstraße später ein Erweiterungsbau mit der Traufhöhe des Kaufhauses des Marktes trat. Nach dem Umbau 1929/30 war das Kaufhaus Tietz das erste Kaufhaus Weimars mit einer Rolltreppe. Bereits kurz zuvor, 1928, hieß es im „Nationalsozialist“, dem Presseorgan der Thüringer NSDAP, das in Weimar von Hans Severus Ziegler herausgegeben wurde:
„Möge sich das liebe Publikum, das alles glaubt was der Jude sagt, für Tietzens geradezu aufopferungsvolle Kulturtat dadurch dankbar erweisen, dass es nicht nur in Massen die […] Schaufenster-Auslagen angafft, sondern auch noch seine 95 Pfennige in […] [das] jüdische Kaufhaus trägt – zum Ruin des schaffenden, gewerbetreibenden Mittelstandes.“
Antisemitische Ressentiments waren nicht erst mit der Machtergreifung der Nationalsozialisten 1933 gegenüber jüdischen Kaufhausunternehmern in Weimar wahrzunehmen.
Die Weltwirtschaftskrise 1929 und der Boykott jüdisch geführter Geschäfte am 1. April 1933 stürzte dem Hermann-Tietz-Konzern in eine Umsatzkrise. Die Folge war, dass 1934 die Gebrüder Tietz ihre Anteile am Geschäft unter Wert verkaufen mussten und zum Rücktritt gezwungen wurden. Auch die Weimarer Filiale war davon betroffen. Nach dem Rücktritt der Gebrüder Tietz firmierte der Konzern als Hertie AG. Der neue Besitzer des Weimarer Kaufhauses am Markt nach der Arisierung war Hans Kröger. Die Familie Tietz in Weimar (und nicht nur da) wurde vollständig enteignet und laut Weimar. Lexikon zur Stadtgeschichte durch eine Treuhandgesellschaft an Hans Kröger verkauft.  Unter Kröger hieß das arisierte Warenhaus das Haus der guten Qualitäten. Unter Kröger gab es einen nochmaligen Umbau des Kaufhauses.
Das Kaufhaus Tietz am Markt war nicht das einzige arisierte Handelsunternehmen Weimars, bei dem die jüdischen Eigentümer aus der Geschäftsleitung gedrängt und durch „arische“ Besitzer ersetzt wurden. Dazu zählt u. a. das Kaufhaus Sachs & Berlowitz in der Schillerstraße. Das Geschäftshaus am Markt wurde bei den Luftangriffen auf Weimar zerstört. Dieses oder ein ähnliches Schicksal teilten weitere Kaufhäuser wie z. B. das Kaufhaus Lämmerhirt am Frauenplan, das schwer beschädigt und später abgerissen wurde.

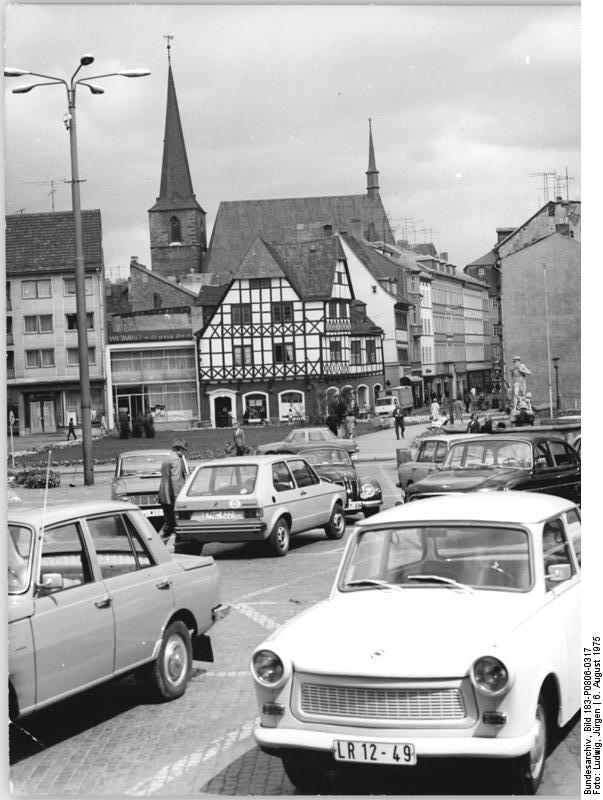
Marktplatz und Kaufstraße mit Blick zur Eckermann-Buchhandlung um 1975

Der Bereich, im dem das zerstörte Kaufhaus Tietz stand, war lange Zeit eine Leerfläche, sodass vom Markt aus die Eckermann-Buchhandlung zu sehen war. Es gab schon zu DDR-Zeiten Bebauungspläne.  Erst in den 1990er Jahren begann der Wiederaufbau der Marktnordseite bis hin zur Marktstraße. Vollendet wurde der Komplex 2004/05.